# ソフトブレーン
ソフトブレーン株式会社（英: SOFTBRAIN Co., Ltd.）は、営業支援システム（CRM/SFA）やコンサルティング、教育などのサービスを提供する企業。

## 概要
宋文洲が1992年に札幌市内で設立した。その後、1998年に営業支援のソフトとコンサルティング事業を手掛け躍進。
これまで工場や建設事業などの現業管理におもに利用されていた工程管理の手法をホワイトカラーの業務評価･管理に利用する手法（プロセスマネジメント:営業の進捗を作業工程別に分類し、各段階の担当者の貢献度を定量化して管理する手法）をコンピュータ･ネットワーク上で提供するソフトを提供し、大手企業を中心に多数のクライアント（顧客）を擁する。

## 沿革
- 1992年6月 - 北海道札幌市でソフトブレーン有限会社設立。
- 1992年11月 - ソフトブレーン株式会社改組。
- 1999年8月 - 営業支援システム（CRM/SFA）eセールスマネージャー販売
- 2000年12月 - 東京証券取引所マザーズ市場上場。
- 2004年6月 - 東京証券取引所2部上場。
- 2005年6月 - 東京証券取引所1部上場。
- 2010年6月 - 営業支援システム（CRM/SFA）eセールスマネージャーRemix Cloud販売
- 2016年7月 - 株式会社スカラにより子会社化。
- 2017年12月 - 営業支援システム（CRM/SFA）eセールスマネージャーRemix MS販売
- 2020年11月11日 - シー・ファイブ・エイト・ホールディングスによる株式公開買付けが成立[1]。
- 2021年
  - 1月19日 - 東京証券取引所1部上場廃止。
  - 1月21日 - 株式併合により、株主がシー・ファイブ・エイト・ホールディングスとスカラのみとなる[2]。

## 受賞
- デロイト トウシュ トーマツ リミテッド 2017年 日本テクノロジー Fast50
- デロイト 2017年　アジア太平洋地域テクノロジー　Fast 500
- FT 1000: High-Growth Companies Asia-Pacific

## 事業所
- 東京都中央区（本社）
- 名古屋市中区（中部支店）
- 大阪市北区（関西支社）
- 福岡市中央区（九州支店）

## グループ会社
- 株式会社mitoriz
- ソフトブレーン・サービス株式会社
- ソフトブレーン・インテグレーション株式会社
- 株式会社ダイヤモンド・ビジネス企画

## テレビ番組
- 日経スペシャル カンブリア宮殿（テレビ東京）- 創業者・宋文洲が出演
  - 「目覚めよ！ニッポンの営業マン」（2006年10月9日）[3]。
  - カンブリア宮殿 大忘年会 もう貧乏はイヤだ！ 狙うぞ、一発逆転スペシャル（2010年12月31日）[4]。